# Narellan Road
Die Narellan Road ist eine Hauptverbindungsstraße im Südwesten von Sydney im Osten des australischen Bundesstaates New South Wales. Sie verbindet die Appin Road in Campbelltown mit The Northern Road und den Camden Valley Way in Narellan. Zusammen mit der (viel längeren) Northern Road bildet sie eine äußere, westliche Spange um den Großraum Sydney von Campbelltown bis nach Windsor.

## Geschichte
Im Dezember 1998 wurde die vierspurige Straße eröffnet und ersetzte die Staatsstraße 69 auf gleicher Strecke. Zusammen mit dem Southern Freeway (R1), der Appin Road (S69) The Northern Road (Met-9) und der Putty Road (S69) bildet sie eine westliche Umfahrung des Großraums Sydney von Wollongong bis nach Singleton.

## Verlauf
In Campbelltown bildet die Narellan Road die Fortsetzung der von Süden kommenden Appin Road (S69) nach Westen. Dort mündet auch die Campbelltown Road (S56) aus Richtung Norden. Kurz nach Campbelltown kreuzt sie den Hume Highway (N31) und wird ab da als Metroad 9 bezeichnet.
Bei Narellan Vale zweigt nach Südwesten der Camden Bypass (S89) ab In Narellan bildet die Northern Road (Met 9) die Fortsetzung der Narellan Road nach Nordwesten. Dort mündet auch der Camden Valley Way (S89) von Nordosten.